# Nietheim
Nietheim ist ein Teilort von Großkuchen, einem Stadtteil von Heidenheim an der Brenz.

## Lage und Verkehrsanbindung
Nietheim liegt nordöstlich des Stadtkerns von Heidenheim und nordwestlich von Großkuchen und ist mit der Kreisstraße K 3033 an den Verkehr angebunden. Außerdem führt eine kleine Straße nach Rotensohl, an der eine Köhlerei liegt.
Der Weiler liegt auf einer Hochfläche der Schwäbischen Alb, dem Härtsfeld.

## Geschichte
Nietheim wurde das erste Mal 1152 als Nitheim erwähnt, gehörte damals zum Kloster Neresheim. Im Dreißigjährigen Krieg starb der Ort komplett aus, Abt Benedikt ließ 1784 ein kleines Schloss errichten, das später an Thurn und Taxis ging und heutzutage (Stand 2018) als Forsthaus dient.

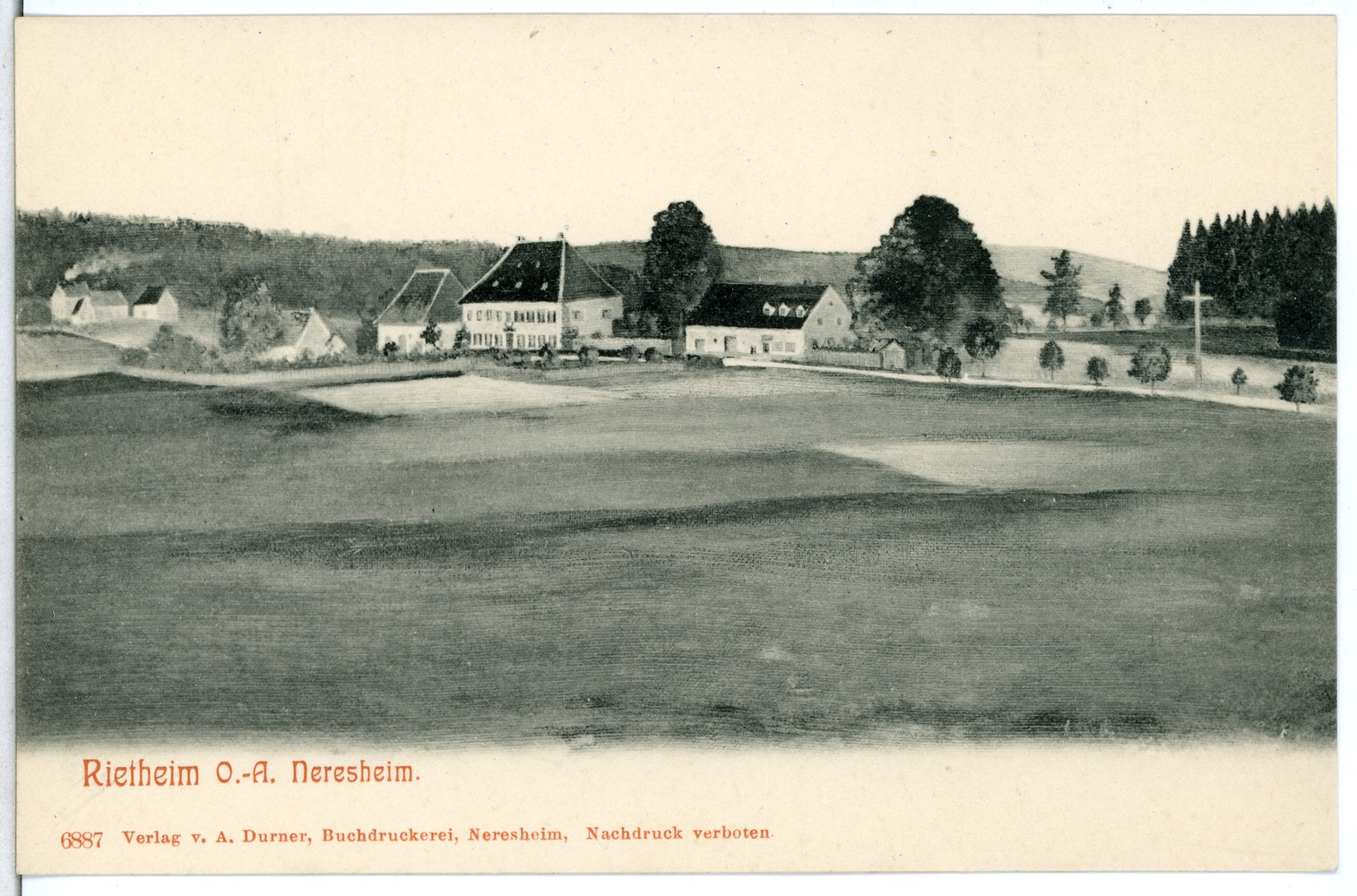
Ansichtskarte von 1906 (mit Druckfehler: Rietheim statt Nietheim)
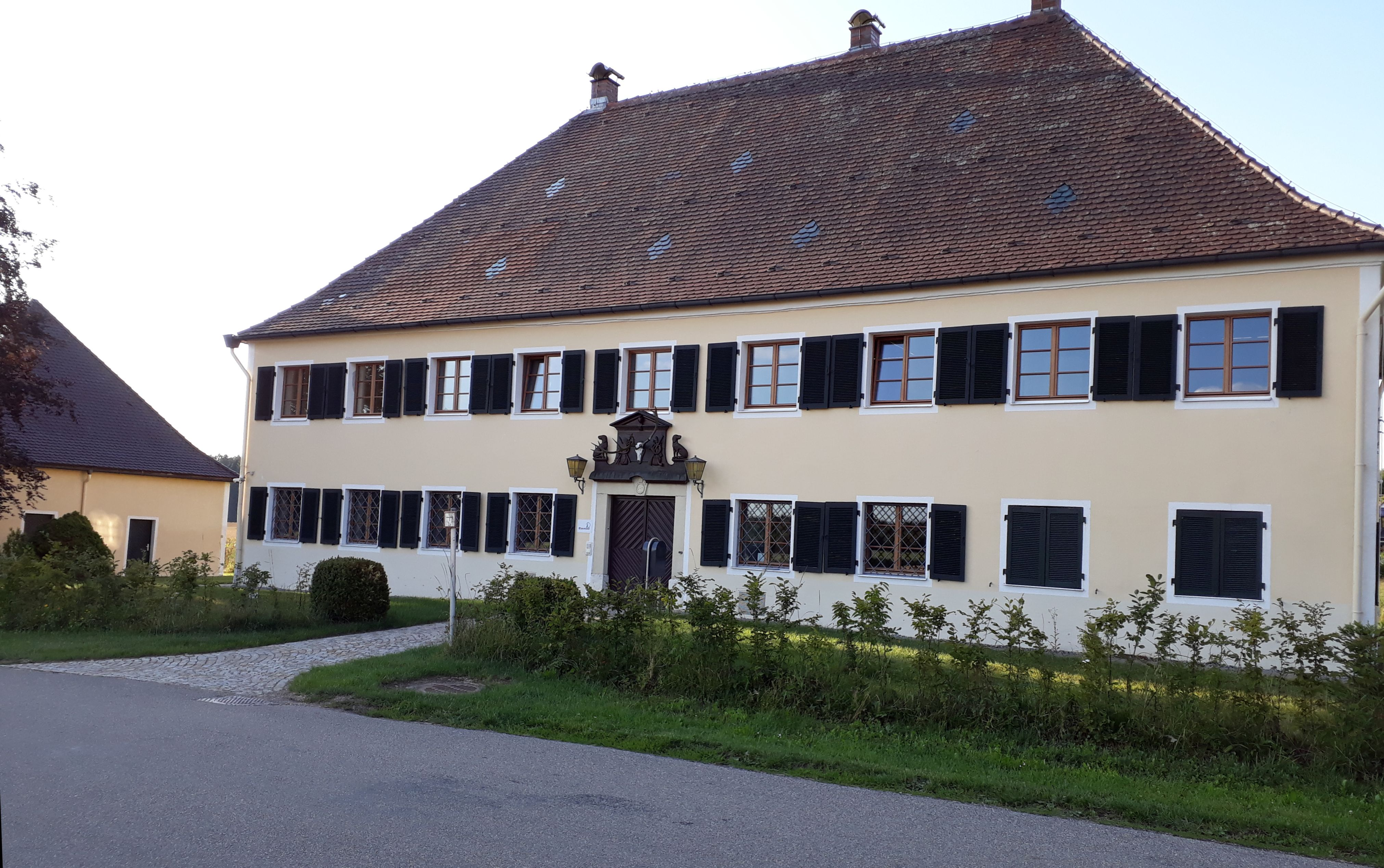
Nietheim Forsthaus
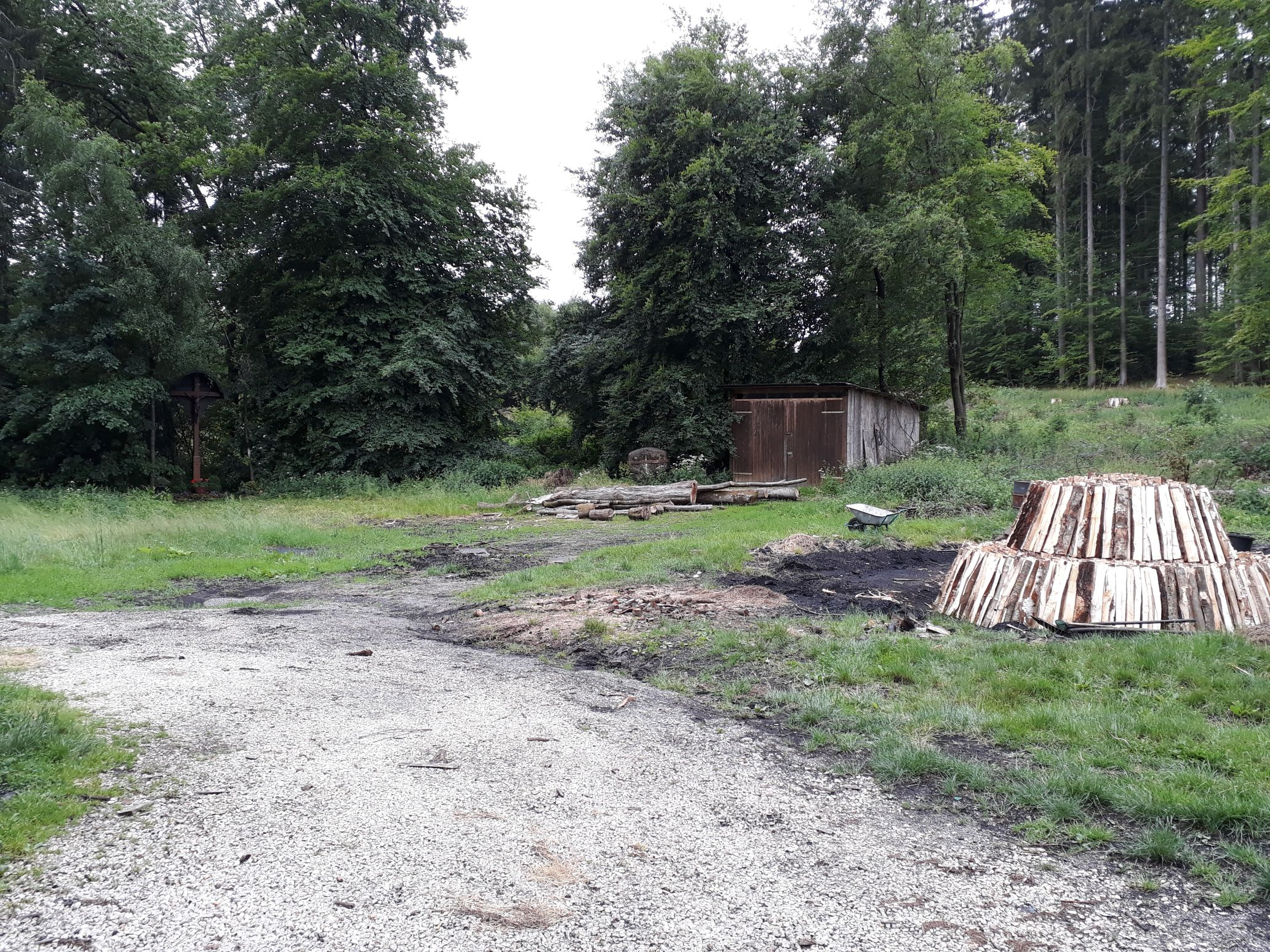
Köhlerei
Informationsschild der Köhlerei